# Fannaråki
Der Fannaråki (oder Fannaråken) ist ein Berg in der Kommune Luster in der Provinz Vestland in Norwegen. Der 2068 m hohe Berg befindet sich im Jotunheimen-Nationalpark und liegt südlich des Sees Prestesteinsvatnet und der Passstraße Sognefjellsveien. Der Berg bildet zusammen mir dem Store Steindalsnosi (2029 ) das nördlichste Bergmassiv der Hurrungane-Gruppe und befindet sich sechs Kilometer nördlich des Gebirgszugs Styggedals- og Skagastølsryggen. Auf dem Gipfel liegt die Berghütte Fannaråkhytta.
Der Fannaråki befindet sich im polaren Tundrenklima (Köppen: ET). Im langjährigen Mittel beträgt die durchschnittliche Jahrestemperatur −4,34 °C, die durchschnittlichen Monatstemperaturen liegen im Jahresverlauf zwischen −10,00 °C und 3,09 °C.
Der Name leitet sich ab von den norwegischen Wörtern fonn (Schneegletscher) und råk  (Gebirgszug).